# اسوتین (واشینگتن)
اسوتین (به انگلیسی: Asotin) شهری در شهرستان اسوتین ایالت واشنگتن است که در سرشماری سال ۲۰۱۰ میلادی، ۱۲۵۱ نفر جمعیت داشته است.